# Vertamboz
Vertamboz település Franciaországban, Jura megyében. Lakosainak száma 87 fő (2022. január 1.). Vertamboz Charézier, Clairvaux-les-Lacs, Boissia, Cogna, Patornay és Uxelles községekkel határos.

## Népesség
A település népessége az elmúlt években az alábbi módon változott:
| Lakosok száma | 121  | 90   | 84   | 86   | 89   | 90   | 94   | 95   | 95   | 87   |
|               | 1968 | 1982 | 1990 | 2006 | 2013 | 2015 | 2017 | 2019 | 2020 | 2022 |